# Salentin IX d'Isembourg-Grenzau
Salentin IX d'Isembourg-Grenzau (en allemand : Salentin IX. von Isenburg-Grenzau), né vers 1532 à Dierdorf et mort en 1610 au château d'Arenfels, est un noble du Saint-Empire, archevêque-électeur de Cologne de 1567 à 1577, prince-évêque de Paderborn de 1574 à 1577, puis comte d'Isembourg-Grenzau de 1577 à 1610.

## Biographie

### Origines familiales et débuts
Salentin est le second des trois fils du comte Henri d'Isembourg-Grenzau.
Destiné à l'Église, ainsi que son aîné Jean, il fait des études de théologie à Mayence (1547), puis devient chanoine de la cathédrale de Mayence en 1548. C'est leur cadet, Antoine, qui doit succéder à leur père.
En 1558, Salentin devient chanoine de la cathédrale de Cologne.
À la mort d'Antoine en 1563, Jean quitte l'Église et prend sa place. Il meurt en 1565, laissant la succession à un fils, Arnold.

### Archevêque de Cologne et évêque de Paderborn
En décembre 1567, Salentin est élu archevêque de Cologne, sans être prêtre. Il ne cache pas qu'il quitter l'Église dès qu'il en aura la possibilité.
Le pape Pie V est opposé à son élection, mais celle-ci est confirmée par son successeur, Grégoire XIII en 1573. Le pape entérine aussi son élection comme évêque de Paderborn en 1574.

### Retour à l'état laïque
Arnold étant mort en 1577, le comté d'Isembourg lui revient. Salentin abdique ses fonctions à Paderborn le 5 septembre et à Cologne le 15.
Le 10 décembre, il épouse Antonia d'Arenberg, sœur de Charles de Ligne, qui lui donne deux fils, Salentin et Ernest.